# تشوبوك

موقع تشوبوك، أيداهو

تشوبوك، أيداهو هي مدينة تقع في مقاطعة بانوك جنوب شرق ولاية أيداهو الأمريكية، وهي تقع شمال مدينة بوكاتيلو. ويبلغ عددسكانها 9700 نسمة.